# Henk Schilling
Johannes Hendrik Schilling (* 7. November 1928 in Voorburg, Provinz Südholland; † 24. Februar 2005 in Mülheim an der Ruhr) war ein niederländischer Künstler. Der Schwerpunkt seiner künstlerischen Tätigkeit lag auf der Glasmalerei.

## Leben
Schilling wurde als Sohn des aus Delft gebürtigen, freischaffenden Künstlers Johannes Hendrik („Henk“) Eduard Schilling (1893–1942) geboren. Der Vater lehrte an der Academie Kunstoefening in Arnheim Glasmalerei. Nach dessen Tod im November 1942 wurden Schillings beide älteren Schwestern und seine jüdische Mutter (geborene Carels) in das Sammellager Westerbork verschleppt. Schilling gelang es unterzutauchen und überlebte die deutsche Besatzungszeit in den Niederlanden traumatisiert. Diese Erfahrungen verarbeitete er in seinem weiteren Leben. Von 1949 bis 1954 studierte Schilling an der Rijksakademie van beeldende kunsten in Amsterdam, wo ihn Heinrich Campendonk in seine Meisterklasse für „monumentale und dekorative Künste“ aufnahm. Auf Anraten Campendonks ging Schilling anschließend auf die Kölner Werkschulen, um das Gobelinweben zu erlernen. Diese Technik wurde ihm von Christa Forsten vermittelt, die er 1953 heiratete. Das Paar hatte vier Kinder.
Mit Ausnahme der Fenster für die Christuskirche Oberhausen führte Schilling seine Entwürfe immer selbst aus. Im Zuge dieser handwerklichen Arbeiten regte er die Entwicklung eines transparent bleibenden Epoxidharz-Klebers an, der ihn bereits 1964 in die Lage versetzte, Glas auf Glas zu kleben. Diese technische Innovation ermöglichte eine Vielfalt von Farbnuancen, die malerischen Effekte übereinander geschichteten Glases sowie den zusätzlichen Einsatz von Prismen, Glasstäben, Bruchglas und glasfremder Materialien. Anfang der 1960er Jahre wandte er sich der Abstraktion zu. Die so geschaffenen Kunstwerke ließ er durch farbige und strukturierende Flächen mit den Proportionen und Rhythmen der modernen Bauten korrespondieren. Außer Glasfenster schuf Schilling Mosaike, Holzintarsien, Antependien, Wandteppiche in Gobelin oder in anderen Techniken, Plastiken aus Epoxidharz, magnetische Wände und weitere „Spielobjekte“. Aufträge erhielt Schilling in den Niederlanden und in Deutschland. Die meisten seiner Arbeiten befinden sich in Kirchen am Niederrhein und im westlichen Ruhrgebiet.

## Werke (Auswahl)

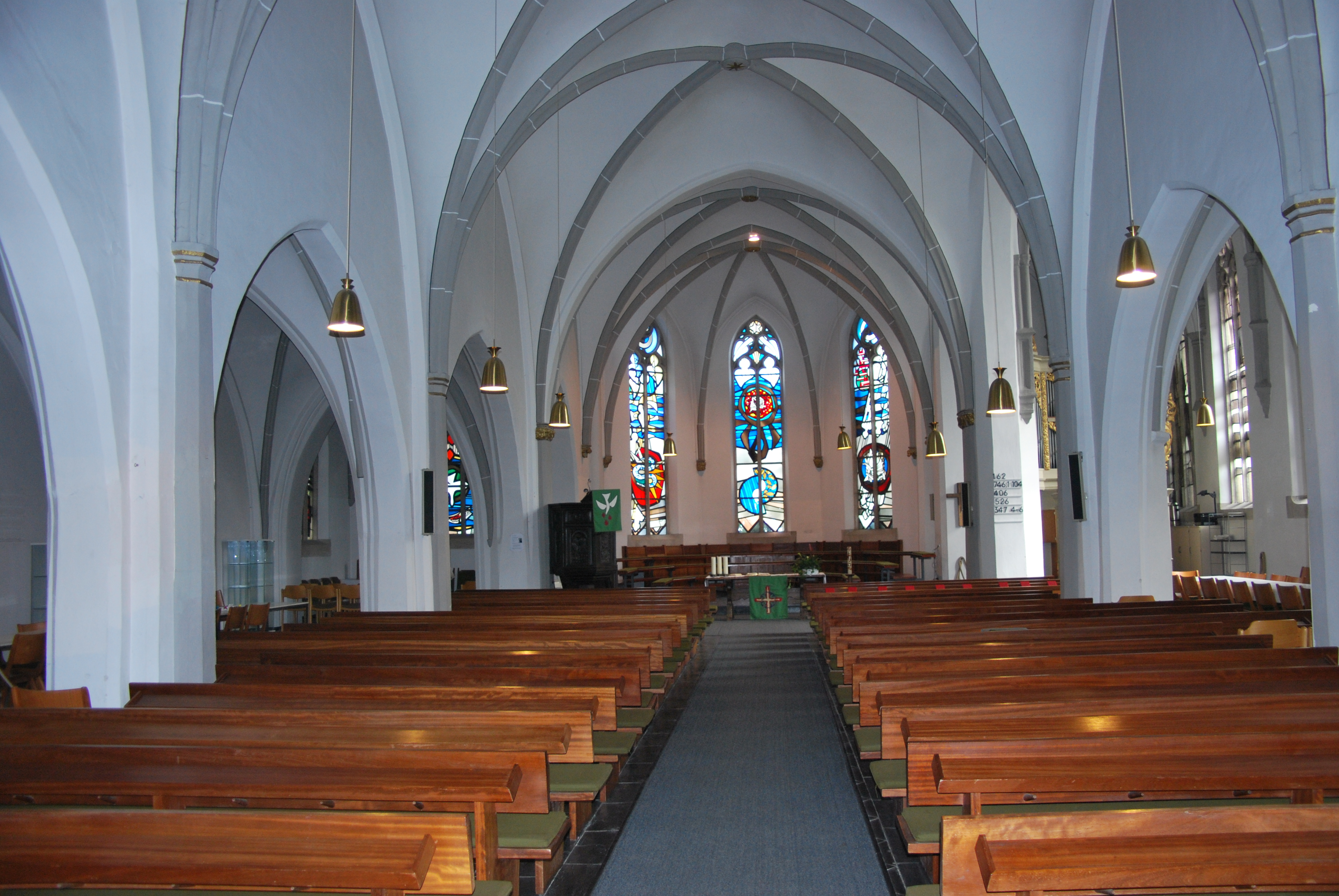
Innenraum und Chorfenster der evangelischen Kirche Orsoy

- Fenster für Chor und Seitenschiffe der evangelischen Kirche Orsoy, 1958–1960[1]
- Fenster für die Apsis der Christuskirche Oberhausen, 1959[2]
- Fenster der evangelischen Kirche im Rumbachtal, Mülheim an der Ruhr, um 1960[3]
- Fenster für den Chor der evangelischen Immanuelkirche in Mülheim an der Ruhr-Styrum, 1961[4]
- Betonglas-Fenster im Gedenkraum der evangelischen Kirche von Solingen-Ketzberg, 1963[5]
- Fenster der evangelischen Kreuzkirche in Duisburg-Rheinhausen-Friemersheim, 1964[6]
- Fenster, Glastüren und Wandteppich der Johanneskirche in Bad Kreuznach, 1966[7]
- Fenster im Beichtraum und im Turm der katholischen Kirche Herz Jesu Oberhausen-Sterkrade, 1968–1970[8]
- Fenster der evangelischen Lukaskirche in Langenfeld-Richrath, um 1972[9]
- Kirchenfenster der evangelischen Limesgemeinde in Schwalbach am Taunus, 1973[10]
- Fenster im Altarraum der evangelischen Dreifaltigkeitskirche in Essen-Borbeck-Vogelheim, 1981–1992[11][12]